# Pandercetes longipes
Pandercetes longipes là một loài nhện trong họ Sparassidae.
Loài này thuộc chi Pandercetes. Pandercetes longipes được Tord Tamerlan Teodor Thorell miêu tả năm 1881.